# 田中誠司
田中 誠司 （たなか せいじ、1977年 - ）は、日本の舞踏家。田中誠司舞踏スタジオ主宰。
妻は洋画家の阪東佳代 。

## 略歴・人物
1977年奈良市生まれ。大野一雄舞踏研究所にて、大野慶人に師事。
2011年2月、郷里の奈良に田中誠司舞踏スタジオを開設。同年5月、日独交流150周年記念の一環として招待を受け、「デュッセルドルフ舞踏フェスティバル」に出演し、好評を得る。以来、国内及びヨーロッパ各地の劇場、イベントなどで精力的に公演を続ける。ロングインタビュー

## 主な活動
・2007年 大野一雄と大野慶人の日常を綴る映像フォトコラージュ「憧れ-Sehnsucht-」を制作。（同作品は、DVD「大野一雄 花×天空散華 いけばな作家・中川幸夫の挑戦」に収録されている。）
・2008年 舞踏ソロ「シンダテンシ」ドイツ、シュトゥットガルト、ゾンマーライン教会にてデビュー。
・2009年 舞踏デュオ「死の夢」(共演、久世龍五郎)東京、ワーサルシアターにて。
・2010年 舞踏ソロ「Remember」東京芸術見本市参加公演。中野テルプシコールにて。
・2011年 2月 郷里の奈良に田中誠司舞踏スタジオを開設。
5月 日独交流150周年記念、デュッセルドルフ舞踏フェスティバル「Ghost-Deep soul.Death bears life」出演。
6月 舞踏ソロ「沈黙-silent silence-」共演、ヴィオラ・ダ・ガンバ奏者（伊藤美代子・中田健太郎）ドイツ、フェルバッハ市庁舎内・大ホールにて。
8月「GQ China」の取材を受ける。
・2012年 2月 舞踏ソロ「マザー、サン」奈良市、音声館にて。
・2013年 4月14日 「田中誠司野外舞踏公演」音如ヶ谷瓦窯跡にて。
4月28日 阪東佳代 個展 「Another Silhouette-舛の影-」にてスペシャルパフォーマンス。春風洞画廊にて。
6月 ムジークフェストなら2013参加公演「愛の現象」(ピアノ×舞踏×写真) ピアノ：東桂子、舞踏：田中誠司、写真：水島優、ならまちセンターにて。
・2014年 12月「遊星の奏でる肉体」共演、コントラバス奏者：津田和明、田中誠司舞踏スタジオにて。
・2015年 2月 音舞の即興会「寂氷の花」共演、川村祐介(トランペット)、 安藤裕子(ソプラノサックス&ディジュリドゥ)、古民家ギャラリー「ゆうど」にて。5月「舞踏という問い」スペースASL-Dにて。
6月26日・27日・28日 舞踏ソロ「風のない子」東京、日暮里d-倉庫にて。
10月 田中誠司舞踏ワークショップ＠首都大学東京／宮台真司ゼミ
・2017年 2月 「札幌国際舞踏フェスティバル 2017」出演。
6月　田中誠司舞踏公演&ワークショップ 欧州ツアー 2017 (ベルギー、ドイツ、スイス) にて。
・2019年 5月- 6月　田中誠司舞踏公演&ワークショップ 欧州ツアー 2019 (ドイツ4都市、ベルギー) にて。
・2021年 9月 日独交流160周年記念公演 『ペーネミュンデ・コンパッション』 "Peenemünde Compassion - Hoffnung ? " ドイツツアー (シュトゥットガルト、ベルリン)
・2022年10月 舞踏ソロ「懐ノ宇宙」会場：市立伊丹ミュージアム・旧岡田家住宅・酒蔵(重要文化財)。
12月 ねいろ・田中誠司 舞踏DUO公演『四金』 会場：東京・両国 シアターカイ